# 나카노시마 공원 (오사카시)

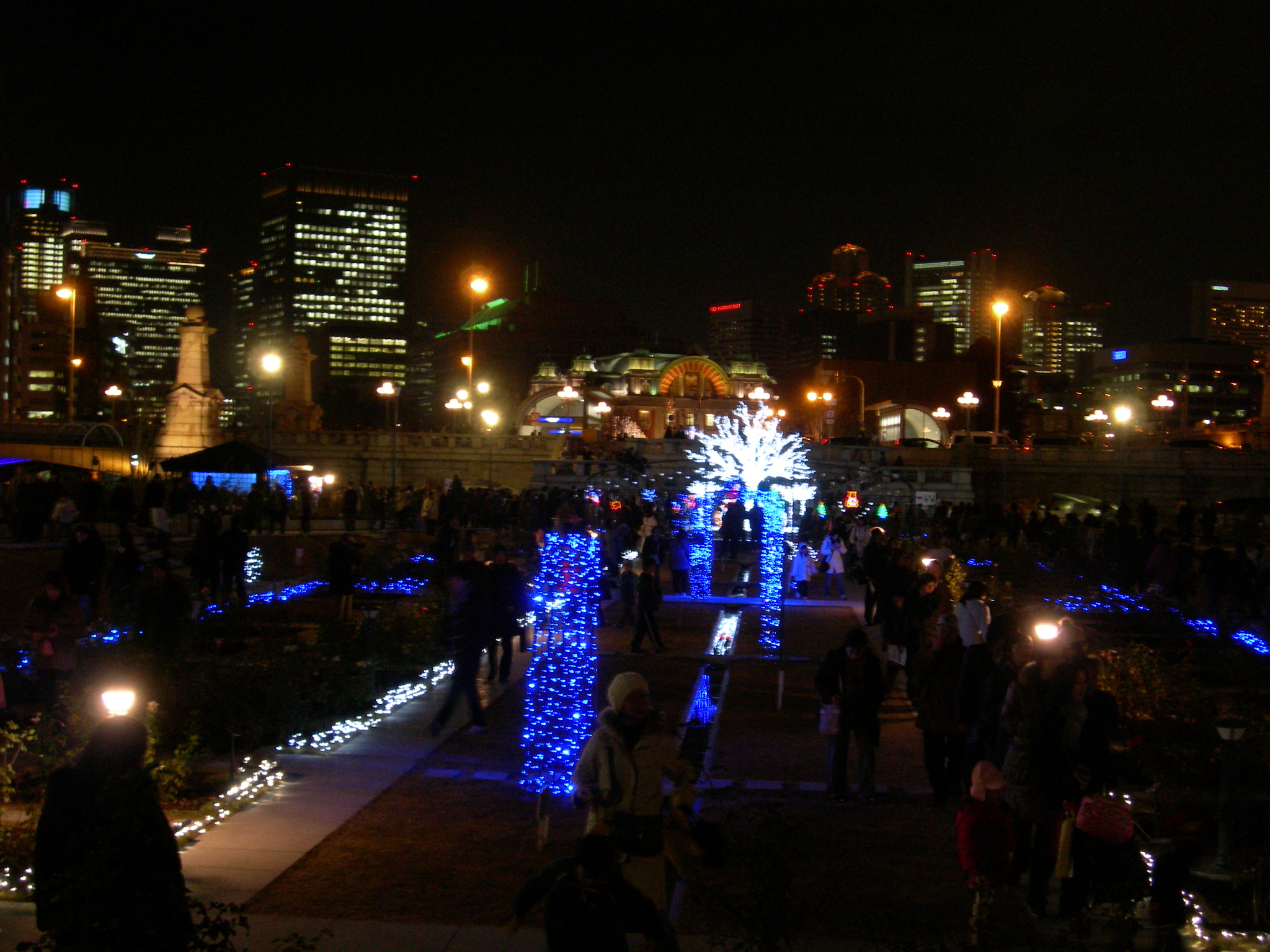
나카노시마 공원

나카노시마 공원(일본어: 中之島公園)은 일본 오사카부 오사카시 나카노시마에 위치한 공원이다.